# Fernando Borcel
Fernando Borcel (Buenos Aires, 18 de junio de 1967) es un ex-baloncestista argentino. Con 2.15 metros de altura, jugaba en la posición de pívot. Fue miembro de la selección de básquetbol de Argentina, con la que disputó el Campeonato Mundial de Baloncesto de 1986 en España. Poco después de aquel evento, se retiró de la práctica profesional del deporte por recomendación médica.

## Trayectoria
Formado en la cantera del club Imperio Juniors, fue reclutado por Ferro en 1982. Siendo un jugador extremadamente alto, no tardó en ser promovido desde el equipo juvenil hacia el equipo de mayores, que en esa época competía en los torneos regionales y en el Campeonato Argentino de Clubes. 
En 1985 se creó la Liga Nacional de Básquet, consagrándose Ferro como el equipo campeón de su primera edición. En esa temporada Borcel alcanzó a participar de 6 partidos, registrando marcas de 4 puntos, 4 rebotes y 2 bloqueos por encuentro.
Interesado en desarrollarse como jugador, se mudó a los Estados Unidos para asistir a la Oak Hill Academy de Virginia, una institución educativa cuyo programa de baloncesto comenzaba a ganar fama gracias a haber pulido a talentos como Rod Strickland y Calvin Duncan (posteriormente asistirían allí otros baloncestistas notables como Carmelo Anthony, Ron Mercer y Kevin Durant). Tras completar su formación, recibió ofertas de algunas universidades para jugar en sus equipos de baloncesto. Borcel escogió a los Oregon State Beavers, el representante de la Universidad Estatal de Oregón en la Pacific-12 Conference de la División I de la NCAA.
Mientras realizaba la pretemporada con el equipo, el cuerpo técnico le solicitó que se sometiera a una serie de estudios médicos para comprobar que no tenía ningún defecto físico que le impidiera ser un deportista de alto rendimiento. Allí se le diagnóstico el síndrome de Marfan (lo que explicaba su enorme altura) y se le detectó una condición cardíaca ocasionada por el mismo. La recomendación que le hicieron los médicos fue abandonar el deporte competitivo, pues corría riesgo de padecer de un infarto a causa de ello. Tras una serie de estudios complementarios que ratificaron su diagnóstico y emitieron la misma recomendación, Borcel optó por renunciar al baloncesto. No alcanzó a jugar ni un solo partido oficial con los Oregon State Beavers.   
Posteriormente continuó en la universidad estadounidense estudiando ciencias de la computación, graduándose en 1990 y regresando a su país para dedicarse a actividades empresariales.

## Selección nacional
León Najnudel, con la intención de permitirle ganar experiencia internacional, convocó a Borcel a la selección de básquetbol de Argentina para disputar el Campeonato Sudamericano de Baloncesto de 1985. En ese equipo también estaba Jorge González, un pívot de 2.30 metros, por lo que causó sensación entre los aficionados el ver en cancha a dos jugadores de semejante altura. 
Al año siguiente el entrenador Flor Meléndez convocó a Borcel de urgencia para disputar el Campeonato Mundial de Baloncesto de ese año, luego de que el pívot Luis González se lesionara unos pocos días antes de comenzar el torneo. De todos modos en aquel certamen Borcel sólo llegó a jugar unos pocos minutos en el triunfo de su equipo ante Malasia. 